# Membraniporella crassicosta
Membraniporella crassicosta är en mossdjursart som beskrevs av Walter Douglas Hincks 1888. Membraniporella crassicosta ingår i släktet Membraniporella och familjen Cribrilinidae. Inga underarter finns listade i Catalogue of Life.